# Francisco Marmolejo Mancilla
Francisco Marmolejo Mancilla (Coín, Málaga, España, 19 de enero de 1988) más conocido como ”Fran” en España y “Mancilla” en ligas internacionales, es un exfutbolista español que jugaba como arquero y su último club fue el Víkingur Reykjavík de la Primera Liga de Islandia, con el que se proclamó campeón de La Copa en 2019. Se formó a la sombra de Francesc Arnau y fue entrenado por Paco Ruíz, y Xabi Mancisidor, este último es el actual entrenador de porteros del Manchester City de Josep Guardiola.

## Trayectoria
Fran es natural de Coín, inició su carrera en las categorías inferiores del Málaga C. F.. Durante cuatro temporadas formó parte de la plantilla del Atlético Malagueño en Tercera División y se convirtió en un habitual en los entrenamientos con Juan Ramón López Muñiz, Antonio Tapia o Manuel Pellegrini.
Tras salir de la cantera malaguista donde tuvo el lujo de ser entrenado por Xabi Mancisidor, entrenador de porteros del Manchester City de Guardiola, a la vez que coincidió con porteros de talla mundial como Willy Caballero, Sergio Asenjo, Arnau (D.E.P)..., el guardameta jugó durante 6 encuentros en la temporada 2011-12 en las filas del Écija Balompié del Grupo IV de la Segunda División B, consiguiendo la permanencia. 
Desde 2012 a 2015 jugaría en el Marbella F. C. del Grupo IV de la Segunda División B, y a la llegada de Pablo Alfaro que venía con su staff y jugadores de la misma agencia de representación, pierde la titularidad y es rescindido de forma extraña e injusta. Más tarde, jugaría una temporada en El Palo F. C. de Tercera División, donde se convirtió en el portero menos goleado de todas las categorías del fútbol español esa temporada, encajando tan solo 11 goles en contra. 
En 2016 se marcha a Suecia para jugar en las filas del Jönköpings Södra IF de la Allsvenskan primera división sueca durante dos temporadas, en la que compaginaría el aprendizaje de nuevos idiomas, la formación universitaria y su carrera futbolística.
En febrero de 2018 debido a la escasez de oportunidades en el conjunto sueco le llevó a Islandia, en el que tras un paso por el Víkingur Ólafsvík de la Segunda División islandesa donde consiguió alcanzar unas semifinales de copa, superando al club que le iba a fichar a la temporada siguiente, en abril de 2019 aterrizó en otro de los equipos vikingos, el Víkingur Reykjavík de la Primera División islandesa.
En septiembre de 2019 se proclama campeón de Copa con el Víkingur Reykjavík, título que le valdría al equipo para competir en Europa. En la final, el Víkingur Reykjavík doblegó (1-0) al Hafnarfjordur, gracias a un gol de Karlsson desde el punto de penalti.
En la temporada 2019-20 sufriría una grave lesión en el tendón de Aquiles por el que se perdería gran parte de la temporada. Actualmente sigue formándose en distintos ámbitos además del fútbol, gestiona empresas deportivas a nivel internacional, es colaborador de academias internacionales, ojeador de porteros de una empresa de representación internacional y viaja continuamente a Inglaterra para seguir aprendiendo de su entrenador de porteros Xabi Mancisidor (Manchester City), con el que guarda una gran relación desde su etapa en el Málaga C.F.

## Clubes
| Club                       | País     | Temporada | Categoría          |
| -------------------------- | -------- | --------- | ------------------ |
| Atlético Malagueño         | España   | 2007-11   | Tercera División   |
| Écija Balompié             | España   | 2011-12   | Segunda División B |
| Marbella F. C.             | España   | 2012-15   | Segunda División B |
| El Palo F. C.              | España   | 2015-16   | Tercera División   |
| Jönköpings Södra IF        | Suecia   | 2016-18   | Superettan         |
| U. M. F. Víkingur Ólafsvík | Islandia | 2018-19   | 1. deild karla     |
| Víkingur Reykjavík         | Islandia | 2019-ret. | Úrvalsdeild Karla  |

## Palmarés

### Campeonatos nacionales
| Título           | Club               | País     | Año  |
| ---------------- | ------------------ | -------- | ---- |
| Copa de Islandia | Víkingur Reykjavík | Islandia | 2019 |